# فرودگاه بین‌المللی نورفک
فرودگاه بین‌المللی نورفک (به انگلیسی: Norfolk International Airport) یک فرودگاه همگانی بهره‌برداری هوایی (۲۰۰۹) با کد یاتا ORF است که یک باند فرود آسفالت و بتن دارد و طول باند آن ۲۷۴۴ متر است. این فرودگاه در شهر نورفک، ویرجینیا کشور ایالات متحده آمریکا  قرار دارد و در ارتفاع ۸ متری از سطح دریا واقع شده‌است.

## شرکت‌های هواپیمایی و مقصدهای پروازی

### مسافری
| شرکت‌های هواپیمایی | مقصدهای پروازی | Refs  |
| ----------------- | --- | ----- |
| الیجنت ایر        | سن پترزبورگ-کلیرواتر (آغاز از ۴ اکتبر ۲۰۱۷), اورلندو سنفورد (آغاز از ۱۷ نوامبر ۲۰۱۷), فورت لادردیل–هالیوود (آغاز از ۱۷ نوامبر ۲۰۱۷) | [ ۱ ] |
| امریکن ایرلاینز   | شارلوت داگلاس، دالاس-فورت ورث فصلی: اوهر شیکاگو (برقراری مجدد از ۲۲ اوت ۲۰۱۷)                                                       | [ ۲ ] |
| امریکن ایگل       | شارلوت داگلاس، اوهر شیکاگو، میامی، جان اف کندی، لاگواردیا، فیلادلفیا، ملی رونالد ریگان واشینگتن                                     | [ ۲ ] |
| دلتا ایرلاینز     | هارتسفیلد-جکسون آتلانتا، متروپولیتن شهرستان وین دیترویت                                                                             | [ ۳ ] |
| دلتا کانکشن       | لوگان (برقراری مجدد از ۱۱ سپتامبر ۲۰۱۷), متروپولیتن شهرستان وین دیترویت، جان اف کندی، لاگواردیا فصلی: مینیاپولیس−سنت پل             | [ ۳ ] |
| ساوت‌وست ایرلاینز  | ثرگود مارشال بالتیمور واشینگتن، میدوی شیکاگو، اورلاندو فصلی: دنور                                                                   | [ ۴ ] |
| یونایتد ایرلاینز  | اوهر شیکاگو، دالس واشینگتن | [ ۵ ] |
| یونایتد اکسپرس    | اوهر شیکاگو، جرج بوش، لیبرتی نیوآرک، دالس واشینگتن                                                                                  | [ ۵ ] |

### باری
| شرکت‌های هواپیمایی                      | مقصدهای پروازی                                                         |
| -------------------------------------- | ---------------------------------------------------------------------- |
| فدکس اکسپرس                            | هارتسفیلد-جکسون آتلانتا، مک‌گی تایسن، ممفیس، لیبرتی نیوآرک، رالی-دورهام |
| فدکس اکسپرس اجرا توسط مانتین ایر کارگو | منطقه‌ای شهرستان دیر                                                    |
| یوپی‌اس ایرلاینز                        | رالی-دورهام، ریچموند                                                   |